# The Unattractive Revolution
Albums de Crashdïet
Rest in Sleaze
(2005) Generation Wild
(2010)
The Unattractive Revolution est le second album studio du groupe de glam metal suédois Crashdïet. Sorti le 3 octobre 2007, il atteint la 11e place des charts suédoises dès la première semaine. C'était le premier et le dernier album du groupe avec H. Olliver Twisted comme chanteur depuis la mort de Dave Lepard.

## Liste des titres
1. In the Raw - 3:46
2. Like a Sin - 2:55
3. Falling Rain - 4:46
4. I Don’t Care (feat. Mick Mars de Mötley Crüe) - 4:01
5. Die Another Day - 4:24
6. Alone (feat. Mick Mars de Mötley Crüe) - 3:47
7. Thrill Me - 4:45
8. Overnight - 4:04
9. XTC Overdrive - 4:02
10. Bound to be Enslaved - 3:34
11. The Buried Song - 3:49

## Singles
- In The Raw
- Falling Rain

## Composition du disque
- H. Olliver Twisted - chant
- Martin Sweet - guitare
- Peter London - basse
- Eric Young - batterie

### Musicien invité
- Mick Mars - solo de guitare sur I Don't Care et Alone

## Position dans les charts

### Album
| Année | Chart | Meilleur place |
| ----- | ----- | -------------- |
| 2007  | Suède | 11             |

### Singles
| Nom          | Année | Chart | Semaine à la meilleure place |
| ------------ | ----- | ----- | ---------------------------- |
| In The Raw   | 2007  | Suède | 35                           |
| Falling Rain | 2008  | Suède |                              |